# Улица Володарского (Пенза)
У́лица Волода́рского — улица в Пензе, расположенная в историческом, административном и торговом центре города. Проходит от улицы Карла Маркса до Октябрьской улицы.

## История
Улица, которая сейчас носит имя Володарского, является одной из старейших улиц Пензы, она появилась почти одновременно с возникновением города во второй половине XVII века. Улица начиналась от северо-западной башни городской крепости и проходила через верхнюю часть посада, где жили посадские люди, занимавшиеся торговлей и ремеслом, поэтому и называлась она вначале Верхне-Посадской. Ядро Верхне-Посадской застройки находилось у перекрестия её с Верхним Торгом (ныне улица Карла Маркса), а по мере спуска с холма на север улица исчезала в огородах.
В 1815 году улица упоминается уже как Лекарская. Имеется несколько версий происхождения этого названия. По версии, основанной на воспоминаниях пензенского губернатора Ф. Ф. Вигеля, в конце XVIII века в Пензу прибыл швед Г. П. Петерсон, который был назначен штаб-лекарем. Он построил на этой улице дома для себя и троих дочерей, выданных замуж за лекарей. Здесь же была открыта первая в Пензе аптека. В связи с этим Верхне-Посадскую улицу стали называть Лекарской. По версии Станислава Ткаченко в нижней части городского посада находились так называемые Аптекарские огороды, которые учреждались по распоряжению царя Алексея Михайловича (основателя крепости Пензы) при квартирах крупных воинских соединений и при крепостных гарнизонах. Аптекарские огороды позволяли всегда иметь достаточное количество лекарственных и болеутоляющих снадобий. При пензенских Аптечных огородах, проживал гарнизонный лекарь и его многочисленные помощники — провизоры, санитары и пр. Этот своеобразный район стали звать Лекарским ещё в XVII веке, а когда проложенная там улица соединилась с Верхне-Посадской, на которой поселился штаб-лекарь Петерсон, всю улицу стали называть Лекарской. Основные этапы дореволюционной эволюции Лекарской улицы в художественной форме можно прочитать на сайте Станислава Ткаченко «Пенза которой нет»:
Значимые события в истории Лекарской улицы в XIX — начале XX века:
- начало XIX века — строительство дома, принадлежавшего пензенскому губернскому предводителю дворянства Григорию Даниловичу Столыпину, родственнику Е. А. Арсеньевой, бабушки М. Ю. Лермонтова (Дом № 2)[4]. Этот дом стал в дальнейшем первой в Пензе гостиницей И. И. Киша. В доме Столыпина останавливался маленький Миша Лермонтов вместе с бабушкой в 1817—1818 годах, о чём говорит текст мемориальной доски, открытой в 1966 году[5]. В настоящее время в этом здании находится Инновационный бизнес-инкубатор.

- 1830-е годы — строительство надворной советницей Надеждой Федоровной Селивановой дома (дом № 5), который затем перешел к её сыну надворному советнику Александру Никифоровичу Селиванову, продавшему его в 1850 году губернскому предводителю дворянства Александру Николаевичу Арапову, крупнейшему винозаводчику. После смерти А. Н. Арапова (1872) данное здание было снято в аренду 2-й мужской гимназией, открытой 1 сентября 1874 года на базе шестиклассной прогимназии. В это время домом владел сын бывшего хозяина камергер Двора Его Величества Александр Александрович Арапов, ставший почетным опекуном гимназии. Во 2-й мужской гимназии обучались театральный режиссёр Всеволод Мейерхольд, артист немого кино Иван Мозжухин, писатель-театровед, доктор искусствоведения Юрий Васильевич Соболев, писатель и театральный критик Николай Дмитриевич Волков. В настоящее время в здании располагается Управление образования г. Пензы. 19 мая 2016 года на здании была торжественно открыта мемориальная доска-горельеф И. И. Мозжухину[6][7][8].
- 1840-е годы — строительство инженером-поручиком М. А. Литвиновым жилого дома (дом № 6). С 1859 г. здание арендовалось преподавателем мужской гимназии В. И. Захаровым, на квартире которого жили преподаватели (среди них — И. Н. Ульянов), а также гимназисты. С 1875 г. здание арендовалось Пензенским землемерным училищем, которое готовило межевых техников. В 1920 г. училище преобразовано в Пензенский землеинженерный техникум[9] (ныне здесь размещается Пензенский казачий институт технологий (филиал) федерального государственного бюджетного образовательного учреждения высшего образования "Московский государственный университет технологий и управления имени К. Г. Разумовского (Первый казачий университет).
- 1880 год — открытие Технического железнодорожного училища (дом № 98). Училище готовило машинистов паровозов, дорожных мастеров и телеграфистов. С 1880 по 1917 было подготовлено для разных дорог страны 695 специалистов[10]. В 1918 году училище преобразовано в техникум, работающий и поныне как Пензенский техникум железнодорожного транспорта[11]

- 1900—1904 годы — строительство нового здания для Пензенского реального училища (дом № 1). Само училище было основано ещё в 1882 году, а в здании, сохранившемся до наших дней (в котором сейчас располагается Многопрофильная гимназия № 4 «Ступени» г. Пензы), оно функционировало с 1 июля 1904 года. В настоящее время здание Пензенского реального училища является памятником истории и культуры регионального значения (Пензенская область).
- 1906 год — возведен в традиционном готическом стиле Польский католический костёл (дом № 32) (действовал до 1931 года, в позднее советское время в перестроенном здании размещался Дом работников просвещения, ныне Центр инвестиций и новых технологий)[12]
- 1909—1910 годы — строительство здания Тихоновского духовного училища (дом № 10) (ныне Научно-исследовательский институт физических измерений)

В 1919 году Лекарская улица, как и улицы многих городов России, была переименована в честь революционера Володарского, хотя и не была никак с ним связана.

## В настоящее время на улице Володарского располагаются

### Учреждения культуры
- Центр театрального искусства «Дом Мейерхольда» — государственный музей-театр. В экспозиции музея представлены жизнь и творчество театрального режиссёра, актёра и педагога В. Э. Мейерхольда. В состав Центра входит профессиональный государственный драматический театр Доктора Дапертутто.

### Учреждения здравоохранения
- ГАУЗ ПО «Городская стоматологическая поликлиника»
- Детская поликлиника № 1

### Памятники и мемориальные доски на улице Володарского
- Мемориальная доска министру здравоохранения СССР Сергею Курашову. Ул. Володарского, 1.
- Мемориальная доска-горельеф актёру немого кино Ивану Мозжухину (2016). Скульптор В. Ю. Кузнецов. Ул. Володарского, 5.
- Скульптура «Дама с собачкой» (2008). Скульптор В. Ю. Кузнецов. Ул. Володарского, 9.
- Памятник театральному режиссёру Всеволоду Мейерхольду (1999). Скульптор Ю. Е. Ткаченко. Ул. Володарского, 59.
- Мемориальная доска-горельеф писателю и кинодраматургу Александру Васильеву (2005). Скульптор Б. В. Качеровский. Ул. Володарского, 74.